# Red zaslug za ljudstvo

Red zaslug za ljudstvo (srbohrvaško Orden zasluga za narod) je bilo odlikovanje SFRJ, ustanovljeno 9. julija 1945. Red se je podeljeval za »izjemne zasluge v izgradnji socializma in socialističnih samoupravnih odnosov, za organiziranje in krepitev splošne ljudske obrambe, varnosti in neodvisnosti države, kot tudi za zasluge na področju gospodarstva, znanosti in kulture«.
Odlikovanje je imelo tri razrede:
- red zaslug za ljudstvo z zlato zvezdo (do 1961 red zaslug za ljudstvo I. stopnje), ki je bil po rangu na 11. mestu,
- red zaslug za ljudstvo s srebrnimi žarki (do 1961 red zaslug za ljudstvo II. stopnje), ki je bil po rangu na 20. mestu,
- red zaslug za ljudstvo s srebrno zvezdo (do 1961 red zaslug za ljudstvo III. stopnje), ki je bil po rangu na 30. mestu med jugoslovanskimi odlikovanji.

Odlikovanje je oblikoval slikar Đorđe Andrejević-Kun.
Podeljenih je bilo:
- 4.668 kosov reda zasluge za ljudstvo z zlato zvezdo (I. stopnje);
- 39.534 kosov reda zasluge za ljudstvo s srebrnimi žarki (II. stopnje);
- 282.864 kosov reda zasluge za ljudstvo s srebrno zvedo (III. stopnje).